# أولاد بكار (سيدي امحمد دليل)
أولاد بكار هي إحدى مشيخات المملكة المغربية، تتبع جغرافيا لإقليم شيشاوة وإداريًا لسيدي امحمد دليل. يقدر عدد سكانها بـ 3991 نسمة حسب الإحصاء الرسمي للسكان والسكنى لسنة 2004.